# Antywitamina K
Antywitamina K – związek chemiczny wykazujący antagonistyczne działanie do witaminy K blokując cykl witaminy K, tzw. inhibitor kompetycyjny
Do antywitamin K należą:
- pochodne dikumarolu - np. warfaryna,
- pochodne fenyloindandionu.

W Polsce dostępne są dwa leki z tej grupy: warfaryna i acenokumarol.

## Mechanizm działania
Witamina K stanowi kofaktor w potranslacyjnej karboksylacji reszt kwasu glutaminowego do L-karboksyglutaminowego w N-końcowych regionach czynników krzepnięcia krwi zależnych od witaminy K (czynników krzepnięcia: II, VII, IX i X). Oznacza to, że Antywitamina K hamuje cykl przemian witaminy K, dzięki czemu w wątrobie wytwarzane są częściowo karboksylowane i dekarboksylowane białka o zmniejszonej aktywności prokoagulacyjnej.

## Przebieg leczenia
Skutki leczenia antywitaminą K, to jest efekt przeciwkrzepliwy, występuje po 2-7 dniach. Leczeniu powinny towarzyszyć częste badania INR oraz odpowiednia dieta. Przyjmowane dawki zależą od cech osobniczych, a także od wieku, występowania choroby wątroby, ryzyka krwawienia, a także występowania czynników szczególnych, takich jak ciąża.

## Zastosowanie
Antywitaminę K stosuje się w leczeniu migotania lub trzepotania przedsionków; u osób powyżej 75. roku życia z nadciśnieniem tętniczym, cukrzycą, upośledzeniem funkcji skurczowej lewej komory i objawową niewydolnością serca; u osób ze sztucznymi protezami zastawek, reumatyczną wadą zastawki mitralnej, u osób po zawale serca czy zatorowości tętniczej, a także ze skrzepliną w jamach serca.

## Przeciwwskazania
- aktywne krwawienie lub duże ryzyko krwawienia
- skaza krwotoczna
- guz mózgu
- ciężka niewydolność wątroby i/lub objawowe nadciśnienie wrotne
- początkowa faza ostrego HIT
- niekontrolowane nadciśnienie tętnicze
- niedawno przebyte krwawienie wewnątrzczaszkowe (do 2 mies.)
- operacja lub uraz głowy (do 20 dni)